# Панфиловский район (Москва)
Панфи́ловский — бывший район Москвы (ОКАТО 45 272 591), просуществовавший в составе Зеленоградского административного округа с 4 декабря 2002 года, когда он был создан путём объединения районов Старое Крюково и Силино, по 1 января 2010 года, когда прежнее деление было восстановлено. Назван по Панфиловскому проспекту — главной, осевой улице района.